# ودي اتكلم (فلم)
فيلم ودي اتكلم فيلم دراما كويتي عرض في دور السينما بتاريخ 6 ديسمبر 2018  وهو من  تأليف وإخراج صادق بهبهاني.

## قصة
تدور أحداث الفيلم في قالب كوميدي، يروي الفيلم قصة مسعود المخرج السينمائي الذي يواجه مشاكل لا حصر لها خلال محاولاته لتحقيق أحلامه، كما يحاول مجابهة السلبيات في المجتمع من خلال فنه. ويجسد شخصية «مسعود» الفنان خالد البريكي. كما يتطرق الفيلم إلى قضايا إنسانية مهمة، خاصةً في ما يتعلق بمتغيرات المجتمع والحياة، ويواجه التغييرات السلبية بالمجتمع الكويتي ويسعى لتصحيحها من خلال الفن.

## عرض
- 6 ديسمبر 2018 في شاشات السينما الكويتية أول عروض الفيلم السينمائي[5][6]

- يناير 2019 عرض الفيلم في صالات السينما السعودية، وهو أول فيلم كويتي يُعرض في المملكة.[1]

## طاقم العمل
شارك في بطولته عدد من الفنانين
- خالد البريكي
- ليلى عبدالله
- جمال الردهان
- جاسم النبهان
- عبدالعزيز النصار
- عبد الله الخضر
- محمد الحملي
- مبارك المانع
- عبدالمحسن القفاص
- عيسى ذياب
- نواف الشمري